# Stockholms konstnärliga högskola
Stockholms konstnärliga högskola (SKH) är en svensk statlig högskola som bedriver utbildning och forskning inom cirkus, dans, film och media, opera och teater. Högskolan bildades 2014 genom en sammanslagning av Dans- och Cirkushögskolan, Operahögskolan i Stockholm och Stockholms dramatiska högskola. Delar av högskolan utgörs av Stockholms äldsta scenkonstutbildningar, vilka grundades under Gustav III:s regeringstid. Högskolan har ett stort fokus på konstnärlig forskning, och att skapa en konstnärlig forskarutbildning i Stockholm var en av de viktigaste motiveringarna då SKH bildades.
Högskolans verksamhet ligger utspridd på fem olika adresser på Östermalm och Gärdet i Stockholm. Från 2030 kommer verksamheten istället samlokaliseras till en ny byggnad i Slakthusområdet.

## Historia

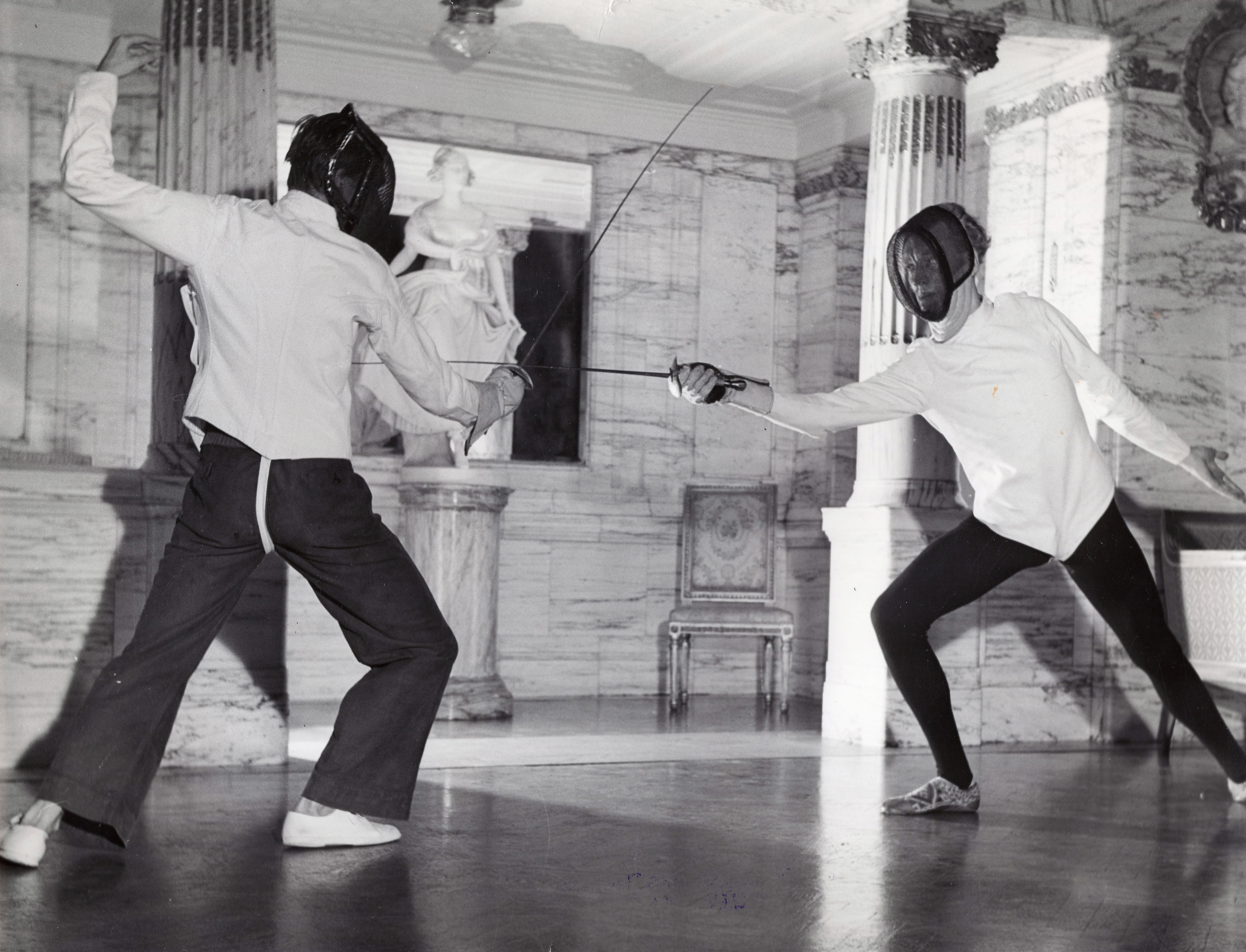
Max von Sydow, till höger, fäktas med Jan Olof Strandberg läsåret 1949-50 på Dramatens elevskola. Foto: Sven Gillsäter

I samband med att Gustav III lät inrätta Kungliga Operan 1773 och Kungliga Dramatiska Teatern 1787 startades också utbildningar i operasång respektive skådespeleri vid de båda teatrarna. Medan utbildningen i opera sedermera kom att hamna på Kungliga Musikaliska Akademin var utbildningen på Dramaten, under namnet Dramatens elevskola, långt in på 1900-talet Sveriges viktigaste utbildningsinstitution i skådespeleri.
På 1960- och 1970-talen genomfördes en rad reformer gällande de högre konstnärliga utbildningsinstitutionerna i Stockholm. Koreografiska institutet, som utbildade inom samtida koreografi och danspedagogik, startades 1963 som en försöksverksamhet under Kungliga Musikaliska Akademin, och ombildades sedan till den fristående statliga Statens dansskola (senare Dans- och Cirkushögskolan) 1970. Dramatens elevskola förstatligades under namnet Statens skola för scenisk utbildning (senare Teaterhögskolan) 1964. Samma år startade Svenska Filminstitutet Filmskolan, som 1970 ersattes av statliga Dramatiska Institutet, dit även utbildningar inom teater tillkom.
Operautbildningarna bröts slutligen loss till en separat statlig myndighet, Statens musikdramatiska skola (senare Operahögskolan) 1968. Dessa fyra statliga konstnärliga skolor omvandlades alla till högskolor i samband med Högskolereformen 1977. 

### Sammanslagningen och efter
Det stora antalet konstnärliga högskolor i Stockholm har vid ett antal tillfällen föranlett planer för organisatoriskt sammangående. Exempelvis fanns på 1970-talet långt gångna planer på att slå ihop de då åtta konstnärliga högskolorna i Stockholm. På 1990-talet föreslog en statlig utredning att alla konstnärliga högskolor skulle flyttas till ett "Campus för konst" vid dåvarande Konstfack på Valhallavägen, vilket följdes upp av en ny utredning om sammangående. På 2000-talet kom utvärderingar från såväl Högskoleverket som Vetenskapsrådet som även de föreslog sammanslagning.

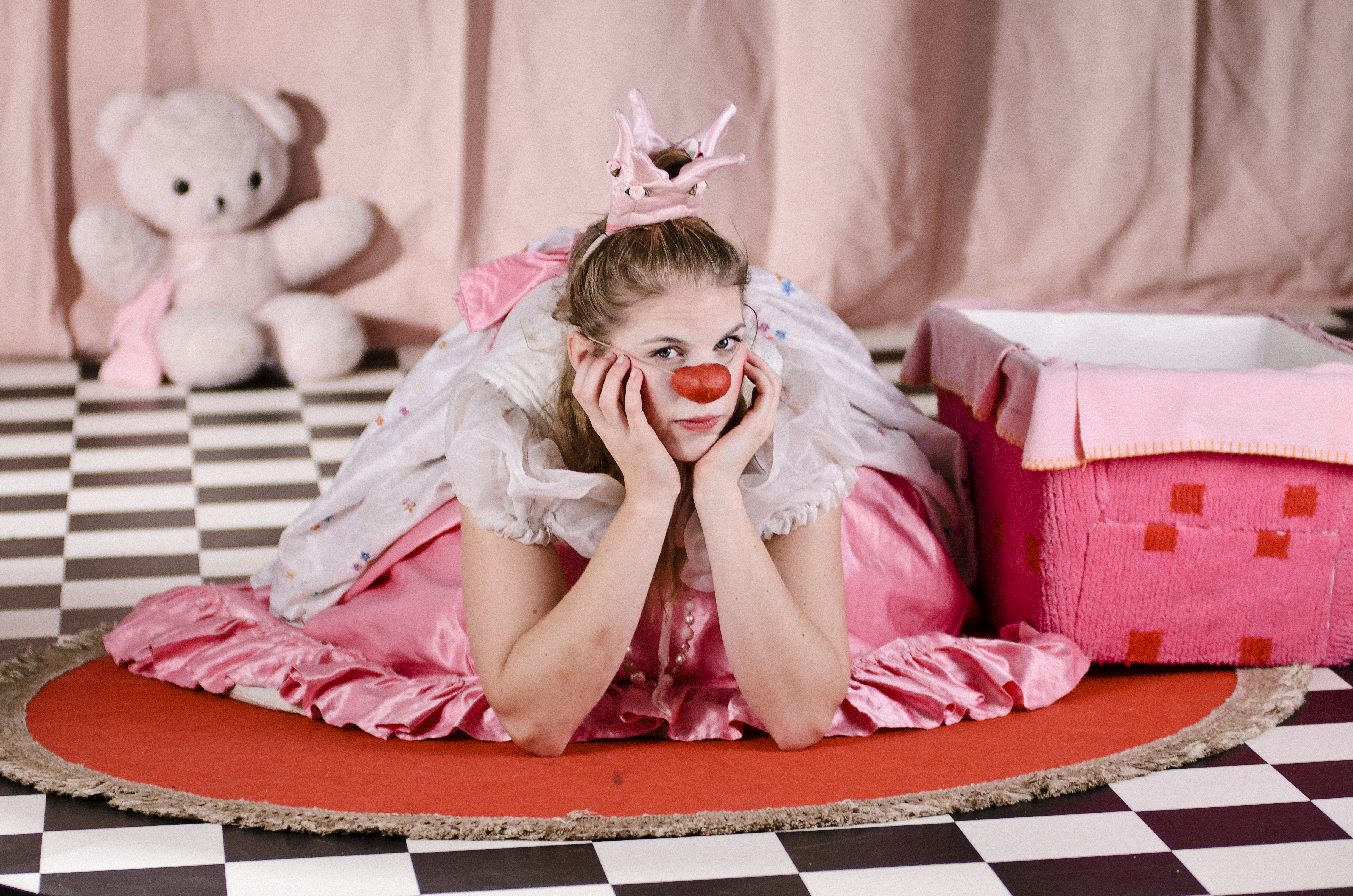
Katja Brita Lindebergs examensföreställning från masterprogrammet A Year of Physical Comedy på Stockholms dramatiska högskola 2011.

År 2011 gick Teaterhögskolan och Dramatiska Institutet samman och bildade Stockholms dramatiska högskola, efter ett initiativ taget av lärosätena själva. I augusti samma år lämnade de då sex konstnärliga högskolorna i Stockholm in en förslagspromemoria till Utbildningsdepartementet om att skapa en centrumbildning för konstnärlig forskning, men fick istället motförslaget att de skulle slås ihop. Förslaget mottogs positivt av Dans- och Cirkushögskolan, Operahögskolan i Stockholm och Stockholms dramatiska högskola, då man bland annat menade att det skulle skapa förutsättningar för en gemensam konstnärlig forskarutbildning. Övriga högskolor valde att stå utanför. År 2012 gav regeringen en kommitté i uppdrag att upprätta organisationsformer för den nya högskolan.
Den 1 januari 2014 bildades Stockholms konstnärliga högskola. Till rektor utsåg regeringen brittisk-norska professorn Paula Crabtree. I juni 2016 erhöll SKH rätten att utfärda konstnärlig doktorsexamen – den första självständiga konstnärliga högskolan i Sverige som fått en sådan examensrätt. Både utbildning och forskning kom under de efterföljande åren att genomgå en serie organisatoriska förändringar. Till en början var de tidigare högskolorna kvar som egna organisatoriska enheter, men de har sedermera upplösts och ersatts av två institutioner på tvärs över de gamla gränserna.
I augusti 2024 gick Paula Crabtrees förordnande ut och hon efterträddes som rektor av professor Ellen Røed. 

## Utbildning

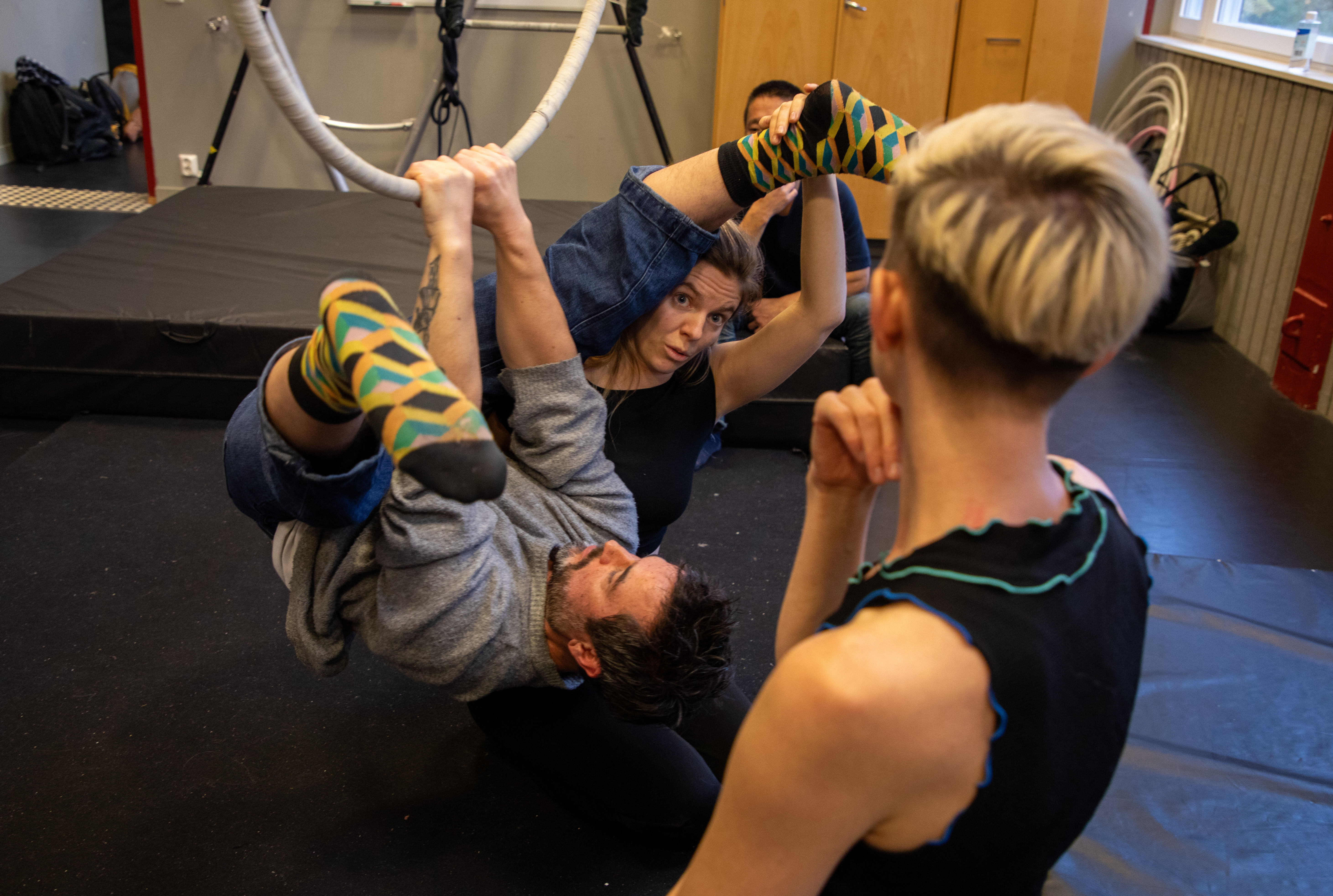
Alisan Funk, lektor i cirkus, fortbildar cirkuspedagoger från kulturskolan i passning, det vill säga hur man med sin kropp kan stödja en person som övar på ett cirkusmoment.

SKH:s utbildningar är organiserade i sju olika ämnesområden: cirkus, dans, danspedagogik, film och media, opera, skådespeleri samt scenkonst.
Samtliga ämnesområden på SKH har utbildningsprogram på kandidatnivå, magister- eller masternivå samt fristående kurser. Dessutom finns ett ämneslärarprogram i dans där delar ges i samarbete med Stockholms universitet. Masterprogrammet i filmmusikkomposition ges i samarbete med Kungliga Musikhögskolan. Inom regeringssatsningen kulturskoleklivet ges fristående kurser med mål att få fler pedagoger i kulturskolan, samt fortbildningsintiativ för yrkesverksamma kulturskolepedagoger.
Många utbildningar är högspecialiserade och tar endast in ett fåtal studenter. I vissa fall, som i Magisterprogrammet i opera med inriktning repetitör, periodvis så lite som en student vartannat år. SKH hör genomgående till de lärosäten i Sverige som har flest sökande i förhållande till antalet antagna, där man vissa år, som 2022, legat högst i hela landet. Flera kandidatprogram och de flesta masterprogram har engelska som arbetsspråk, och till flera är majoriteten av de sökande internationella studenter.

### Utbildning på forskarnivå
Sedan 2016 har SKH tillstånd att utfärda konstnärlig doktorsexamen inom ämnet konstnärliga praktiker. Forskarutbildningen ges på konstnärlig grund och utgår från konstnärligt arbete i de fält som SKH är verksamt inom. Med cirka 25 aktiva deltagare har SKH den konstnärliga forskarutbildning som har flest doktorander i Sverige.

## Forskning
SKH bedriver konstnärlig forskning, det vill säga forskning av verksamma konstnärer inom deras egna praktiker. Lärosätets tillblivelse och dess raison d'être är nära sammanknutet med den konstnärliga forskningens utveckling i Sverige. Det var i samma proposition som tillkännagav SKH:s bildande 2012 som regeringen införde konstnärlig forskning som begrepp i högskolelagen. Centralt i propositionens beskrivning av varför SKH ska bildas är att skapa "goda förutsättningar för utveckling av konstnärlig forskning och utbildning på forskarnivå i Stockholm".

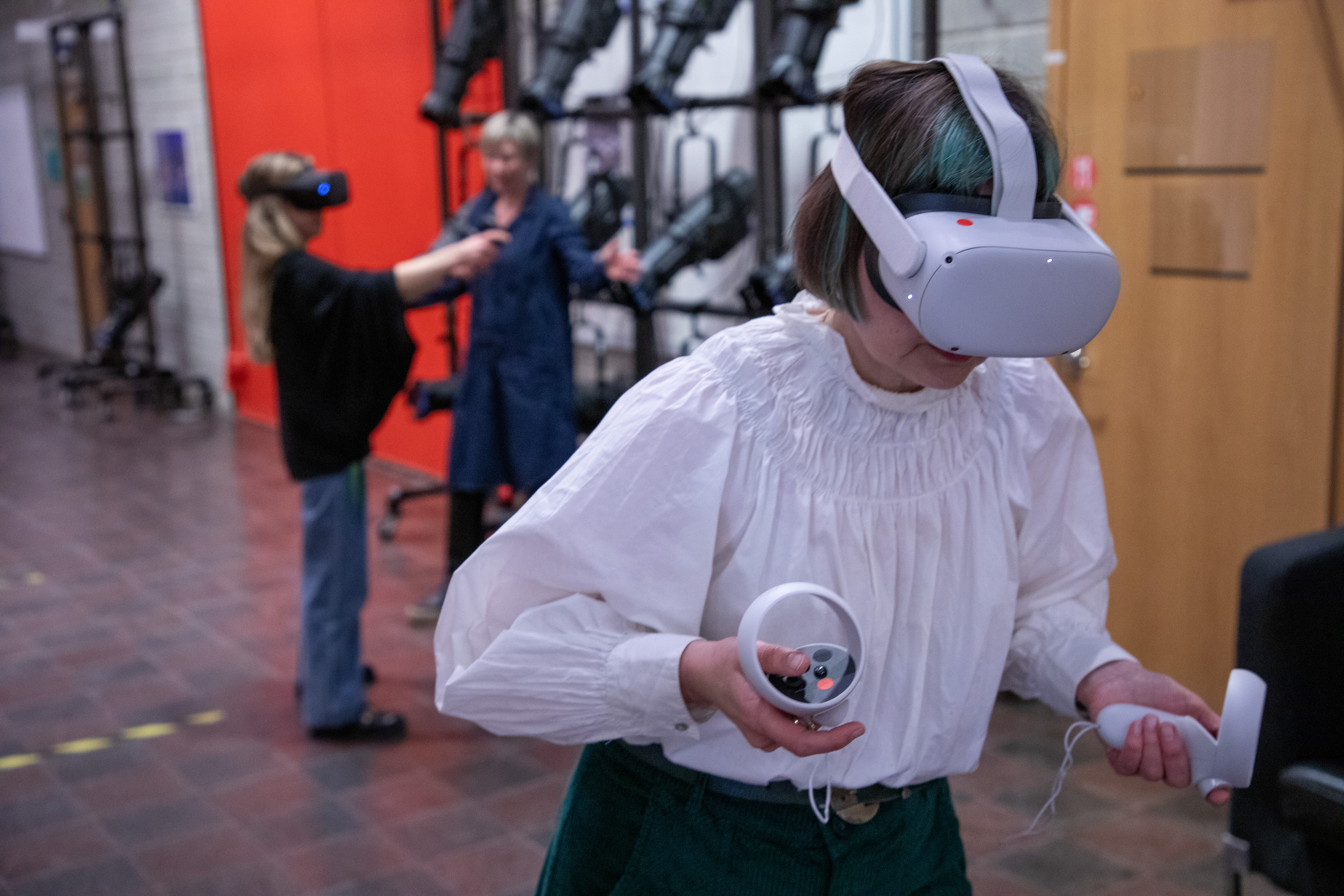
Demonstration på forskningsveckan 2023 med Josephine Rydberg, samverkansdoktorand på Stockholms konstnärliga högskola, som forskar på konstnärlig dramaturgi i kollektiva processer som till exempel lajv och VR-världar.

Forskning på SKH bedrivs både på institutionerna och i ett tvärdisciplinärt forskningscentrum med fyra profilprofessorer. Forskningsresultaten publiceras och presenteras i form av seminarier, i en skriftserie (X Position), i DiVA och i Society for Artistic Researchs databas Research Catalogue.
SKH arrangerar regelbundet forskningskonferenser, där de återkommande är forskningsveckan och den internationella Alliances & Commonalities, som hålls vartannat år. Tillsammans med Norske program for kunstnerisk utviklingsarbeid ger SKH ut den konstnärliga forskningstidskriften VIS – Nordic Journal for Artistic Research. SKH medverkar i forskningscentrumet NAVET på Kungl. Tekniska högskolan, om forskning i gränslandet mellan vetenskap, konst och design.

## Lokaler

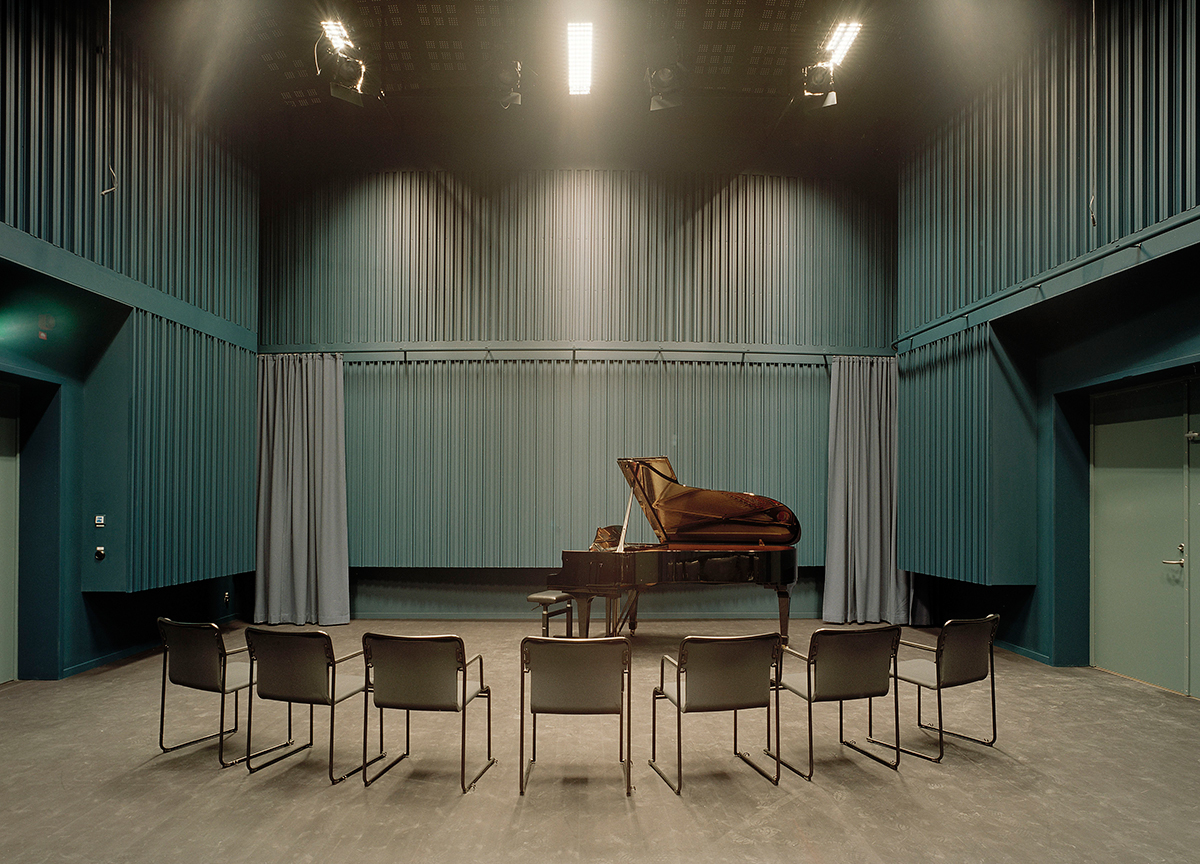
Ett instuderingsrum för SKH:s operastudenter. Operarepetition har distinkta akustiska krav som inte är samma som till exempel en skådespelerirepetition behöver.

De konstformer som SKH utbildar och forskar inom har alla krav på högspecialiserade lokaler när det gäller teknik, akustik, säkerhet, underlag och andra anpassningar. Stora scenproduktioner, filminspelningar och specialiserad träning måste kunna rymmas i lokalerna.  
SKH är utspritt i tre separata byggnader på KTH:s campus på Östermalm, samt två vid Konstfacks tidigare lokaler på Gärdet, bredvid Filmhuset. En byggnad, som huserar lokaler för scenkonst, film och media samt högskolans centrala administration, är specialbyggd för dåvarande Dramatiska Institutet 2001. Den utgör den enda realiserade delen av projektet att bygga ett Konstcampus på Gärdet som utreddes på 1990-talet. Övriga byggnader är alla anpassningar av existerande byggnader till högskolans verksamhet. Bland annat kan nämnas cirkushallen från 2011, som byggdes om från en tidigare laboratoriehall på KTH och har 11 meter i takhöjd för att kunna inrymma trapetser och andra cirkusdiscipliner med höjdmoment.
Från 2030 planerar SKH att flytta hela verksamheten till en gemensam byggnad, belägen i Slakthusområdet i Stockholm. Byggnaden ska uppföras för att inrymma SKH specifikt, och innehålla alla de specialfunktioner som krävs för de olika ämnesområdena och för forskning. 2021–2022 hölls en arkitekttävling för att gestalta den nya byggnaden, som vanns av 3XN arkitekter med förslaget Att se och bli sedd.